# 에트가어 포이흐팅거
에드가 호이팅거(1894년 11월 9일 – 1960년 1월 21일)는 제2차 세계 대전의 노르망디 상륙 당시 제21기갑사단을 이끌어 상륙작전 당일 유일하게 기갑사단으로 반격한 독일군 장교였다. 1944년 후반에 그는 제국의회에서 반역죄로 기소되어 형을 받아 처형이라는 형벌을 받았다. 이는 아돌프 히틀러의 개입에 의해 판결이 된 것이었다. 호이팅거는 그의 후임을 보고하지 않은 채 나치 헌병을 피해다니다가 연합군에 항복하였다. 후에 일반적인 시민으로 살던 그는 KGB로부터 서부 독일의 군사에 관한 비밀 정보를 찾아 폭로하고 그것을 소비에트 연방 측에 넘기라는 압박을 받았다. 2008년, 1944년의 제국 의회가 내린 그의 형벌은 나치 정부에서 반역죄를 부여받은 참전자들 사이에서 국가적인 논의로 이어졌다. 그의 첫 형은 바뀌지 않았다.